# Tibellus
Tibellus es un género de arañas cangrejo de la familia Philodromidae. Las especies de este género están presentes en Eurasia, África, América y Australia.

## Descripción
Los miembros adultos de este género pueden alcanzar de 4 a 15 milímetros (0,16 a 0,59 pulgadas) de longitud y se pueden encontrar principalmente por encima de la superficie del suelo (organismo epigeo) en vegetación baja, follaje o plantas herbáceas, donde persiguen activamente a sus presas. Este género, que incluye a los cazadores activos, se consideró una vez una subfamilia dentro de las arañas cangrejo sedentarias (Thomisidae).
El color básico del cuerpo es marrón claro o amarillo pálido. Es alargado y delgado (de ahí el nombre común), el caparazón (prosoma) y el abdomen cilíndrico (opistosoma) muestran una gran franja marrón en la línea media de la espalda. Las patas largas y delgadas son más o menos iguales en longitud y generalmente se extienden a lo largo de los tallos u hojas de la hierba, los dos primeros pares dirigidos hacia adelante.
Por lo general, tienen ocho ojos negros del mismo tamaño en dos filas horizontales de cuatro cada una, con los medianos posteriores cercanos entre sí.

## Especies
- Tibellus affinis O. P.-Cambridge, 1898
- Tibellus armatus Lessert, 1928
- Tibellus asiaticus Kulczynski, 1908
- Tibellus aspersus Danilov, 1991
- Tibellus australis (Simon, 1910)
- Tibellus bruneitarsis Lawrence, 1952
- Tibellus californicus Schick, 1965
- Tibellus chamberlini Gertsch, 1933
- Tibellus chaturshingi Tikader, 1962
- Tibellus chilensis Mello-Leitão, 1943
- Tibellus cobusi Van den Berg & Dippenaar-Schoeman, 1994
- Tibellus cucurbitus Yang, Zhu & Song, 2005
- Tibellus demangei Jézéquel, 1964
- Tibellus duttoni (Hentz, 1847)
- Tibellus elongatus Tikader, 1960
- Tibellus fengi Efimik, 1999
- Tibellus flavipes Caporiacco, 1939
- Tibellus gerhardi Van den Berg & Dippenaar-Schoeman, 1994
- Tibellus hollidayi Lawrence, 1952
- Tibellus insularis Gertsch, 1933
- Tibellus jabalpurensis Gajbe & Gajbe, 1999
- Tibellus japonicus Efimik, 1999
- Tibellus katrajghatus Tikader, 1962
- Tibellus kibonotensis Lessert, 1919
- Tibellus macellus Simon, 1875
  - Tibellus macellus georgicus Mcheidze, 1997
- Tibellus maritimus (Menge, 1875)
- Tibellus minor Lessert, 1919
- Tibellus nigeriensis Millot, 1942
- Tibellus nimbaensis Van den Berg & Dippenaar-Schoeman, 1994
- Tibellus oblongus (Walckenaer, 1802)
  - Tibellus oblongus maculatus Caporiacco, 1950
- Tibellus orientis Efimik, 1999
- Tibellus paraguensis Simon, 1897
- Tibellus parallelus (C. L. Koch, 1837)
- Tibellus pashanensis Tikader, 1980
- Tibellus pateli Tikader, 1980
- Tibellus poonaensis Tikader, 1962
- Tibellus propositus Roewer, 1951
- Tibellus rothi Schick, 1965
- Tibellus septempunctatus Millot, 1942
- Tibellus seriepunctatus Simon, 1907
- Tibellus shikerpurensis Biswas & Raychaudhuri, 2003
- Tibellus somaliensis Van den Berg & Dippenaar-Schoeman, 1994
- Tibellus spinosus Schiapelli & Gerschman, 1941
- Tibellus sunetae Van den Berg & Dippenaar-Schoeman, 1994
- Tibellus tenellus (L. Koch, 1876)
- Tibellus utotchkini Ponomarev, 2008
- Tibellus vitilis Simon, 1906
- Tibellus vosseleri Strand, 1906
- Tibellus vossioni Simon, 1884
- Tibellus zhui Tang & Song, 1989